# Napomyza strana
Napomyza strana este o specie de muște din genul Napomyza, familia Agromyzidae, descrisă de Spencer în anul 1960.
Este endemică în Tanzania. Conform Catalogue of Life specia Napomyza strana nu are subspecii cunoscute.